# ووغجی (رود)
ووغجی (ارمنی: Ողջի) رودی است در کشور ارمنستان که در استان سیونیک جریان دارد که از کوه کاپودچوغ سرچشمه می‌گیرد و به رود ارس می‌ریزد. طول آن ۸۲ کیلومتر (۵۱ مایل) و مساحت حوضه آبخیز (دبی) آن ۱٬۱۷۵ کیلومتر مربع می‌باشد.
این رود در بخش بالادست از میان یک دره عمیق شکل گرفته و وسعت و پهنای دره آن تا شهر کاپان افزایش می‌یابد و در این میان از شمار بسیاری از رودهای کوچک و فصلی نیز تغذیه می‌شود.
شهرهای کاپان و کاجاران در امتداد این رود قرار گرفته‌اند.
همچنین دو ایستگاه تولید برق آبی کاپان و ووغجی نیز بر روی این رودخانه ساخته شده است.